# LM5: The Tour
LM5: The Tour – szósta trasa koncertowa żeńskiego zespołu brytyjskiego Little Mix w ramach promocji ich piątego albumu studyjnego LM5 (2018). Została ona rozpoczęta 1 września 2019 roku w Liverpool w Anglii, natomiast zakończyła się w piątek, 22 listopada 2019 roku w Londynie, obejmując jedynie Europę w ponad 40 występów.

## Setlista
Ta setlista obowiązuje koncertu mającego miejsce w poniedziałek, 16 września 2019 roku w Madrycie w Hiszpanii na arenie WiZink Center. Nie jest ona związana z innymi występami.

1. "Salute"
2. "Power (Remix)"
3. "Woman Like Me"
4. "Wasabi"
5. "Back to Life (However Do You Want Me)" (cover Soul II Soul)/"Bounce Back"
6. "Only You"/"Black Magic" (Remix)
7. "Told You So"
8. "The Cure"
9. "Secret Love Song, Pt. II"
10. "Joan of Arc"
11. "Wings"
12. "Shout Out to My Ex"
13. "Woman's World"
14. "Reggaetón Lento (Remix)"
15. "No More Sad Songs"
16. "Think About Us"
17. "More Than Words"
18. "Touch"

## Lista koncertów
| Data                 | Miejscowość | Państwo           | Obiekt              | Support              | Sprzedane bilety | Dochód (USD) |
| Europa               | Europa      | Europa            | Europa              | Europa               | Europa           | Europa       |
| -------------------- | ----------- | ----------------- | ------------------- | -------------------- | ---------------- | ------------ |
| 1 września 2019      | Liverpool   | Wielka Brytania   | Sefton Park         | Keelie Walker        | –                | –            |
| 16 września 2019     | Madryt      | Hiszpania         | WiZink Center       | Keelie Walker        | –                | –            |
| 18 września 2019     | Mediolan    | Włochy            | Mediolanum Forum    | Keelie Walker        | –                | –            |
| 21 września 2019     | Stuttgart   | Niemcy            | Porsche-Arena       | Keelie Walker        | 7 757/8 388      | 450 844      |
| 22 września 2019     | Stuttgart   | Niemcy            | Porsche-Arena       | Keelie Walker        | 7 757/8 388      | 450 844      |
| 23 września 2019     | Kolonia     | Niemcy            | Lanxess Arena       | Keelie Walker        | 6 291/7 708      | 369 941      |
| 25 września 2019     | Amsterdam   | Holandia          | Ziggo Dome          | Keelie Walker        | –                | –            |
| 27 września 2019     | Antwerpia   | Belgia            | Sportpaleis         | Keelie Walker        | –                | –            |
| 28 września 2019     | Paryż       | Francja           | Dôme de Paris       | Keelie Walker        | –                | –            |
| 6 października 2019  | Belfast     | Irlandia Północna | SSE Arena           | Mae Muller New Rules | –                | –            |
| 7 października 2019  | Belfast     | Irlandia Północna | SSE Arena           | Mae Muller New Rules | –                | –            |
| 8 października 2019  | Dublin      | Irlandia          | 3Arena              | Mae Muller New Rules | 36 975/38 516    | 2 318 348    |
| 10 października 2019 | Dublin      | Irlandia          | 3Arena              | Mae Muller New Rules | 36 975/38 516    | 2 318 348    |
| 11 października 2019 | Dublin      | Irlandia          | 3Arena              | Mae Muller New Rules | 36 975/38 516    | 2 318 348    |
| 13 października 2019 | Belfast     | Irlandia Północna | SSE Arena           | Mae Muller New Rules | –                | –            |
| 14 października 2019 | Belfast     | Irlandia Północna | SSE Arena           | Mae Muller New Rules | –                | –            |
| 17 października 2019 | Glasgow     | Szkocja           | SSE Hydro           | Mae Muller New Rules | 35 099/35 099    | 2 486 754    |
| 18 października 2019 | Glasgow     | Szkocja           | SSE Hydro           | Mae Muller New Rules | 35 099/35 099    | 2 486 754    |
| 19 października 2019 | Glasgow     | Szkocja           | SSE Hydro           | Mae Muller New Rules | 35 099/35 099    | 2 486 754    |
| 21 października 2019 | Liverpool   | Wielka Brytania   | M&S Bank Arena      | Mae Muller New Rules | –                | –            |
| 22 października 2019 | Liverpool   | Wielka Brytania   | M&S Bank Arena      | Mae Muller New Rules | –                | –            |
| 24 października 2019 | Newcastle   | Wielka Brytania   | Utilita Arena       | Mae Muller New Rules | 27 275/28 199    | 1 891 490    |
| 25 października 2019 | Newcastle   | Wielka Brytania   | Utilita Arena       | Mae Muller New Rules | 27 275/28 199    | 1 891 490    |
| 26 października 2019 | Newcastle   | Wielka Brytania   | Utilita Arena       | Mae Muller New Rules | 27 275/28 199    | 1 891 490    |
| 28 października 2019 | Sheffield   | Wielka Brytania   | FlyDSA Arena        | Mae Muller New Rules | –                | –            |
| 29 października 2019 | Sheffield   | Wielka Brytania   | FlyDSA Arena        | Mae Muller New Rules | –                | –            |
| 31 października 2019 | Londyn      | Wielka Brytania   | O2 Arena            | Mae Muller New Rules | 15 142/16 109    | 1 086 110    |
| 1 listopada 2019     | Londyn      | Wielka Brytania   | O2 Arena            | Mae Muller New Rules | 30 855/32 140    | 2 313 020    |
| 2 listopada 2019     | Londyn      | Wielka Brytania   | O2 Arena            | Mae Muller New Rules | 30 855/32 140    | 2 313 020    |
| 7 listopada 2019     | Birmingham  | Wielka Brytania   | Resorts World Arena | Mae Muller New Rules | 36 037/38 336    | 1 745 172    |
| 8 listopada 2019     | Birmingham  | Wielka Brytania   | Resorts World Arena | Mae Muller New Rules | 36 037/38 336    | 1 745 172    |
| 9 listopada 2019     | Birmingham  | Wielka Brytania   | Resorts World Arena | Mae Muller New Rules | 36 037/38 336    | 1 745 172    |
| 11 listopada 2019    | Nottingham  | Wielka Brytania   | Motorpoint Arena    | Mae Muller New Rules |                  |              |
| 12 listopada 2019    | Nottingham  | Wielka Brytania   | Motorpoint Arena    | Mae Muller New Rules |                  |              |
| 14 listopada 2019    | Manchester  | Wielka Brytania   | Manchester Arena    | Mae Muller New Rules | 40 714/40 714    | 2 837 170    |
| 15 listopada 2019    | Manchester  | Wielka Brytania   | Manchester Arena    | Mae Muller New Rules | 40 714/40 714    | 2 837 170    |
| 16 listopada 2019    | Manchester  | Wielka Brytania   | Manchester Arena    | Mae Muller New Rules | 40 714/40 714    | 2 837 170    |
| 18 listopada 2019    | Leeds       | Wielka Brytania   | First Direct Arena  | Mae Muller New Rules | 19 858/21 603    | 1 378 170    |
| 19 listopada 2019    | Leeds       | Wielka Brytania   | First Direct Arena  | Mae Muller New Rules | 19 858/21 603    | 1 378 170    |
| 21 listopada 2019    | Londyn      | Wielka Brytania   | O2 Arena            | Mae Muller New Rules | 29 547/31 776    | 2 123 700    |
| 22 listopada 2019    | Londyn      | Wielka Brytania   | O2 Arena            | Mae Muller New Rules | 29 547/31 776    | 2 123 700    |

### Odwołane koncerty
| Data                | Miejscowość | Państwo | Obiekt                                    | Powód                                  | Przypisy |
| ------------------- | ----------- | ------- | ----------------------------------------- | -------------------------------------- | -------- |
| 19 września 2019    | Wiedeń      | Austria | Wiener Stadhalle                          | Wypadek samochodowy tiru produkcyjnego | [ 7 ]    |
| 4 października 2019 | Aberdeen    | Szkocja | Aberdeen Exhibition and Conference Centre | Nieprzewidziane problemy logistyczne   | [ 5 ]    |